# Courbe de Phillips
Pour les articles homonymes, voir Phillips.

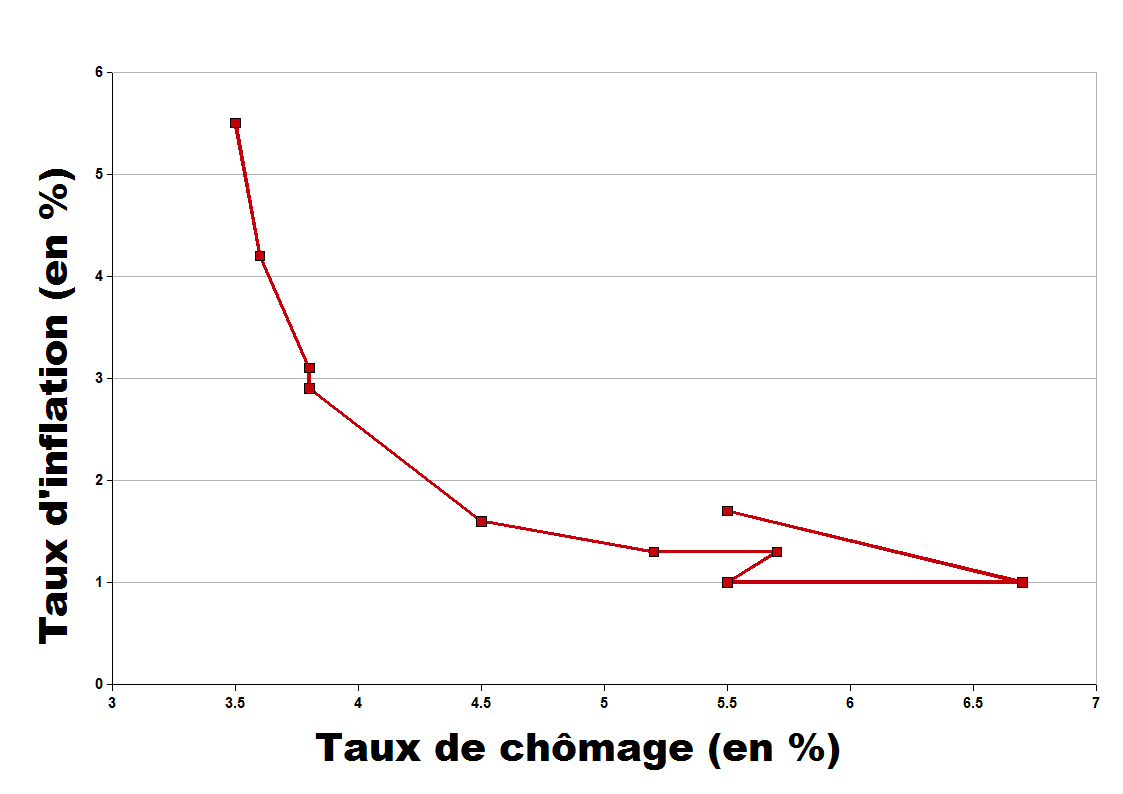
La courbe de Phillips aux États-Unis dans les années 1960

En économie du travail, la courbe de Phillips, du nom de l'économiste néo-zélandais William Phillips qui l'a décrite en 1958, est une courbe illustrant empiriquement la relation inverse entre taux de chômage et variation des salaires nominaux.

## Présentation
L'observation statistique qui illustre une relation empirique négative (c'est-à-dire décroissante) entre le taux de chômage et l'inflation, ou entre le taux de chômage et le taux de croissance des salaires nominaux est en réalité une reprise de la courbe de Phillips originelle (démontrant empiriquement la relation inverse entre le taux de chômage et la variation des salaires nominaux) reprise par Samuelson et Solow. Elle tend à montrer que les négociations salariales mènent à accélérer l'inflation. 
La courbe de Phillips sera reprise et améliorée par Modigliani. La relation entre le taux de chômage et l'inflation n'est plus observée empiriquement aujourd'hui.

## Concept
Le raisonnement explicatif derrière la courbe de Phillips se fonde sur une analyse du pouvoir de négociation des salariés. Lorsque les entreprises embauchent, le chômage baisse ; or, cela augmente le pouvoir de négociation des salariés, qui poussent les salaires à la hausse. Or, cela provoque une augmentation des prix (de l'inflation), ce qui réduit relativement le salaire des salariés : le salaire réel chute car les salariés n'obtiennent pas immédiatement d'augmentation de leur salaire. Ainsi, le salaire réel étant plus faible, les entreprises augmentent leurs embauches, ce qui fait à nouveau baisser le chômage.
La relation explicative de la courbe de Phillips est ainsi basée sur une boucle de rétroaction entre l'augmentation des embauches et l'augmentation des salaires.
Elle introduit aussi une explication au niveau de la théorie des salaires : interprétée comme une relation de cause à effet entre la situation du marché de l'emploi,  en abscisse, et la variation des salaires en ordonnée, elle pose que plus l'offre excédentaire de travail est importante (plus le chômage est élevé), plus la croissance des salaires est faible.

## Historique
William Phillips, un économiste néo-zélandais, publie en 1958 un article intitulé « The Relation between Unemployment and the Rate of Change of Money Wage Rates in the United Kingdom », publié dans le journal Economica. L'auteur décrit comment il a pu observer une relation négative entre la hausse des salaires et le chômage dans l'économie britannique sur la période 1861-1957.
Des faits similaires sont ensuite analysés dans plusieurs autres pays. La relation décrite par Phillips se place alors au cœur des réflexions de l'époque. Si bien qu'en 1960, Paul Samuelson et Robert Solow reprennent les travaux de Phillips et trouvent une relation comparable. Ils décident de substituer la variable de l'augmentation des salaires à une variable plus globale d'augmentation du niveau des prix, à savoir l'inflation.
Cette courbe est alors nommée d'après William Phillips. Elle joue un rôle majeur dans l'histoire de la macroéconomie. Les économistes keynésiens de la synthèse néoclassique y voient alors la relation manquante des modèles macroéconomiques, illustrant la possibilité d'un arbitrage entre inflation et chômage. La courbe s'inscrivait ainsi très bien dans le corpus doctrinal keynésien. Par voie de conséquence, les adversaires de la synthèse néoclassique, dont notamment les monétaristes et les nouveaux économistes classiques, attaquent le principe de cette courbe. Ils montrent que la relation inverse entre inflation et chômage n'était pas une loi universelle, mais un mécanisme particulier et singulier, instable dans le temps.
De ce fait, cette relation apparemment simple s'est retrouvée au centre de controverses touchant à des évolutions fondamentales de l'économie de la seconde moitié du XXe siècle, en particulier la question des politiques économiques et des anticipations. Au niveau empirique, la stagflation des années 1970 inflige un cruel démenti aux résultats antérieurs et confirme l'analyse monétariste : chômage élevé et forte inflation paraissent être deux phénomènes qui peuvent coexister pendant une période assez longue.
Un débat a également eu lieu quant à la paternité de la découverte de cette relation, qui aurait été mise en évidence auparavant par d'autres économistes, comme Paul Sultan, Lester R. Brown ou Irving Fisher. Toutefois, le nom de « courbe de Phillips », donné par Paul Samuelson et Robert Solow, était déjà alors solidement implanté dans l'usage.

## Description
L'article original de Phillips, publié en 1958 dans la revue Economica présentait l'ajustement sur 52 données annuelles une équation de la forme :
(1) {\displaystyle {\frac {\Delta W}{W}}=\alpha .U^{-\beta }-\gamma }
où {\displaystyle U} représente le taux de chômage, et {\displaystyle {\frac {\Delta W}{W}}} le taux de variation du salaire nominal annuel. Les résultats donnent une forme proche de ceux du graphique.
Après avoir expliqué comment les évolutions du chômage peuvent influencer les évolutions de salaires (variation de ut entraîne la variation de (Delta W/W) et comment les évolutions des salaires pouvaient influencer l'évolution des prix (variation de(variation de W/W)). On peut ainsi mieux comprendre la relation entre taux de chômage et inflation :(variation du chômage(ut) entraîne une variation de (Delta W/W) qui elle-même entraîne une variation des prix.
- Les déséquilibres sur le marché du travail provoquent certaines évolutions des salaires. Par exemple, si le chômage baisse alors les salaires vont augmenter.

- Face à cette hausse des salaires, et toutes choses égales par ailleurs (productivité, charges...), les entreprises vont augmenter les prix afin de conserver le même taux de marge.

Ainsi, dans cette relation, ce sont les déséquilibres du marché du travail qui se répercutent sur le marché des biens :
S'il y a une hausse du taux de chômage {\displaystyle U}, il y a baisse du taux de croissance des salaires nominaux (W), qui entraîne une baisse des prix.
S'il y a une baisse du taux de chômage {\displaystyle U}, il y a hausse du taux de croissance des salaires nominaux (W), qui entraîne une hausse des prix.

## Débats et postérité

### Critique monétariste et critique néoclassique
La courbe de Phillips a fait l'objet d'une critique, parfois appelée « critique de Friedman », de la part des monétaristes. Selon eux, les agents économiques sont dotés d'une capacité d'anticipation de l'augmentation des prix (anticipation adaptative). Le chômage ne dépend pas de l'inflation à long terme, car les anticipations des agents font qu'ils voient arriver une augmentation de l'inflation, et donc négocient un salaire plus élevé, ce qui neutralise l'effet correctif de la chute du salaire réel.
Friedman admet toutefois que sur le court terme, les anticipations des agents sont fausses (ils sont victimes d'illusion) ; c'est pourquoi la courbe de Phillips est valide sur le court terme. Lorsque les individus se rendent compte qu'ils sont victimes d'illusion, ils corrigent leurs anticipations (on parle alors d'anticipation adaptative), et ils « sautent » à une courbe plus haute (sur le graphique), qui prend en compte le fait que l'inflation est supérieure à leurs prévisions. Il s'agit du phénomène de « stagflation » ou de « slumpflation ». À long terme, la relation est verticale, et correspond au NAIRU. Ce modèle est en contradiction avec la politique keynésienne, car une intervention monétaire ou bien conjoncturelle ne modifie pas à long terme le niveau de chômage.
Ainsi, les monétaristes soutiennent qu'à long terme, le taux de chômage d'équilibre de long terme est dit naturel (ou bien encore résiduel), c'est-à-dire qu'il n'est pas dû à des causes conjoncturelles.
Lucas, de la nouvelle économie classique, introduit plus tard les anticipations rationnelles dans le raisonnement afin de considérer comme improbable, même sur le court terme, la relation entre l'inflation et le chômage. La courbe doit, selon lui, être toujours verticale, car les agents économiques auraient une capacité d'anticipation parfaite. Ainsi, la politique publique visant à augmenter les salaires ou l'inflation pour réduire le chômage serait condamnée à l'échec, et ne produirait que de l'inflation.

### Enrayage de la courbe à inflation faible
En janvier 2016, Olivier Blanchard publie un article de recherche économétrique sur la courbe de Phillips. Il y montre qu'à des taux très bas d'inflation, les agents ont tendance à ne plus se focaliser sur l'inflation et ajustent moins bien leurs anticipations. L'accélération inflationniste est donc de moindre envergure.
Ainsi, ce travail aboutit aux mêmes résultats que les recherches empiriques de Ball et Mazumder (2011) et de Kiley (2015), qui plaident elles aussi pour un retour à la courbe de Phillips des années 1960, plutôt que pour la prédominance de l'interprétation monétariste. À noter que ces conclusions portent non seulement sur les États-Unis, comme le suggère le titre, mais sur l'ensemble des vingt économies les plus avancées.

### Aplatissement de la courbe du fait de la modification de la structure de l'emploi
Une étude de 2021 de la Banque de France montre que « les transformations de la structure professionnelle du marché du travail jouent un rôle dans l’aplatissement de la [courbe de Philips] ».

### Manque de précision
La courbe a été critiquée, notamment par Collard et Hénin (1994) et L'Horty et Thibault (1997), comme étant mal spécifiée. Si le taux de croissance des salaires réels est stationnaire, le chômage ne le serait pas.